# Kaj Hjelm
Kaj Hjelm, egentligen Kay Erik Hjelm, född 24 juni 1928 i Stockholm, död 15 september 1983 i Trosa, var en svensk skådespelare.
Hjelm var en av huvudaktörerna i radioserien Vårat gäng 1939. Han filmdebuterade samma år i Gunnar Olssons Vi på Solgläntan. Vårat gäng var mycket populär och fortsatte i form av revyer som spelades på turné. 1942 gjordes även en film, Vårat gäng, vilken kom att bli en stor biosuccé. 1943 gjorde Hjelm en av sina största roller i Kajan går till sjöss och fortsatte att verka som underhållare en bit in på 1950-talet. Han övergav därefter skådespelaryrket och flyttade till Trosa för att där verka som korsordsmakare och konstnär. 
Hjelm omkom i en båtolycka 1983. Han efterlämnade sin fru Eva Hjelm, vilken han även hade fått två döttrar med. Kaj Hjelm är begravd på Sandsborgskyrkogården i Stockholm.

## Filmografi
- 1939 – Vi på Solgläntan
- 1939 – Frun tillhanda
- 1940 – Hanna i societén
- 1940 – Swing it, magistern!
- 1941 – Livet går vidare
- 1941 – Magistrarna på sommarlov
- 1941 – Så tuktas en äkta man
- 1942 – I gult och blått
- 1942 – Vi hemslavinnor
- 1942 – Vårat gäng
- 1943 – Katrina
- 1943 – En melodi om våren
- 1943 – I mörkaste Småland
- 1943 – Kajan går till sjöss
- 1943 – Lille Napoleon
- 1944 – Kejsarn av Portugallien
- 1944 – Örnungar
- 1945 – Rattens musketörer
- 1945 – I Roslagens famn
- 1945 – Åh, alla dessa grabbar (kortfilm)
- 1947 – Dynamit
- 1947 – Jag älskar dig, Karlsson!
- 1951 – Skeppare i blåsväder
- 1952 – Trots
- 1954 – En lektion i kärlek

## Teater

### Roller (ej komplett)
| År   | Roll    | Produktion                                       | Regi        | Teater   |
| ---- | ------- | ------------------------------------------------ | ----------- | -------- |
| 1942 | Raymond | Ut till fåglarna George S. Kaufman och Moss Hart | Alf Sjöberg | Dramaten |